# Azerbajdzsán múzeumainak listája
Azerbajdzsán múzeumainak listája.
| Múzeum neve                                        | Kép | Alapítás                                        | Település       |
| -------------------------------------------------- | --- | ----------------------------------------------- | --------------- |
| Abdulla Shaig-ház                                  |     | 1990                                            | Baku            |
| Azerbajdzsáni Állami Mezőgazdasági Múzeum          |     | 1924                                            | Baku            |
| Azerbajdzsáni Állami Művészeti Múzeum              |     | 1936                                            | Baku            |
| Azerbajdzsáni Állami Színészmúzeum                 |     | 1934                                            | Baku            |
| Azerbajdzsáni Állami Szőnyegmúzeum                 |     | 1967                                            | Baku            |
| Azerbajdzsáni Állami Vallástörténeti Múzeum        |     | 1967 (Ateizmus Múzeumként) 1990. szeptember 17. | Baku            |
| Azerbajdzsáni Állami Zenekultúra-múzeum            |     | 1967                                            | Baku            |
| Azerbajdzsáni Függetlenségi Múzeum                 |     | 1919. december 7.                               | Baku            |
| Azerbajdzsáni Geológiai Múzeum                     |     | 1982                                            | Baku            |
| Az Azerbajdzsáni Irodalom Nizami Múzeuma           |     | 1939                                            | Baku            |
| Azerbajdzsáni Kéziratmúzeum                        |     | 1986                                            | Baku            |
| Azerbajdzsáni Nemzeti Történeti Múzeum             |     | 1920                                            | Baku            |
| Azerbajdzsáni Orvostudományi Múzeum                |     | 1986                                            | Baku            |
| Azerbajdzsáni Vámtörténeti Múzeum                  |     | 2006. március 23.                               | Baku            |
| Azim Azimzade-ház                                  |     | 1968                                            | Baku            |
| Bakui Miniatűrkönyv-múzeum                         |     | 2002                                            | Baku            |
| Bakui Modern Művészeti Múzeum                      |     | 2009. március 20.                               | Baku            |
| Bulbul-ház                                         |     | 1976                                            | Baku            |
| Hasanbey Zardabi Természetrajzi Múzeum             |     | 1930                                            | Baku            |
| Huseyn Javid-ház                                   |     | 1981. július 21.                                | Baku            |
| Jafar Jabbarly-ház                                 |     | 1979                                            | Baku            |
| Jalil Mammadguluzadeh-ház                          |     | 1978                                            | Baku            |
| Kőkrónika Múzeum                                   |     | 2015                                            | Baku            |
| Leopold és Mstislav Rostropovich-ház               |     | 1998                                            | Baku            |
| Mammed Said Ordubadi-ház                           |     | 1979                                            | Baku            |
| Múzeumközpont                                      |     | 1991                                            | Baku            |
| Nariman Narimanov-ház                              |     | 1977. november 6.                               | Baku            |
| Régészeti és Néprajzi Múzeum                       |     | 1981                                            | Baku            |
| Rinay                                              |     | 1989                                            | Baku            |
| Samad Vurgun-ház                                   |     | 1975. október 6.                                | Baku            |
| Sattar Bahlulzade-ház                              |     | 2014                                            | Baku            |
| Sirvánsah-palota                                   |     | 15. század                                      | Baku            |
| Uzeyir Hajibeyov-ház                               |     | 1975. november 20.                              | Baku            |
| Villa Petrolea                                     |     | 1882                                            | Baku            |
| Ağdami Kenyérmúzeum                                |     | 1983. november 25.                              | Ağdami járás    |
| Gandzsai Állami Történelmi-Néprajzi Múzeum         |     | 1924                                            | Gandzsa         |
| Lahiji Helytörténeti Múzeum                        |     | 1985                                            | İsmayıllı járás |
| Nahicseváni Állami Történelmi Múzeum               |     | 1924                                            | Nahicseván      |
| Nahicseváni Emlékmúzeum                            |     | 2000                                            | Nahicseván      |
| Nahicseváni Irodalmi Múzeum                        |     | 1967. június 12.                                | Nahicseván      |
| Sziklarajzmúzeum                                   |     | 2011. december 26.                              | Qobustan        |
| Khinalig falvi Történelmi-Néprajzi Múzeum          |     | 2001                                            | Qubai járás     |
| Karabah Történelmének Azerbajdzsáni Állami Múzeuma |     | 1991 február                                    | Şuşa            |
| Şuşai Történelmi Múzeum                            |     | 1969                                            | Şuşa            |
| Uzeyir Hajibeyov-ház                               |     | 1959                                            | Şuşa            |

## Fordítás
- Ez a szócikk részben vagy egészben  a   List of museums in Azerbaijan című angol Wikipédia-szócikk ezen változatának fordításán alapul.  Az eredeti cikk szerkesztőit annak laptörténete sorolja fel. Ez a jelzés csupán a megfogalmazás eredetét és a szerzői jogokat jelzi, nem szolgál a cikkben szereplő információk forrásmegjelöléseként.
- Ez a szócikk részben vagy egészben  a   List of museums in Baku című angol Wikipédia-szócikk ezen változatának fordításán alapul.  Az eredeti cikk szerkesztőit annak laptörténete sorolja fel. Ez a jelzés csupán a megfogalmazás eredetét és a szerzői jogokat jelzi, nem szolgál a cikkben szereplő információk forrásmegjelöléseként.